# Radiella alvea
Radiella alvea är en svampdjursart som först beskrevs av Hansen 1885.  Radiella alvea ingår i släktet Radiella och familjen Polymastiidae.
Artens utbredningsområde är Norge. Inga underarter finns listade i Catalogue of Life.